# AA Близнецов
AA Близнецов (лат. AA Geminorum) — кратная звезда в созвездии Близнецов на расстоянии приблизительно 11938 световых лет (около 3662 парсек) от Солнца. Возраст звезды определён как около 76 млн лет.

## Характеристики
Первый компонент (HD 251549) — жёлтый сверхгигант, пульсирующая переменная звезда, классическая цефеида (DCEP) спектрального класса F6-G3Ib, или G2,8-F5,7, или K0. Видимая звёздная величина звезды — от +10,11m до +9,36m. Масса — около 6,501 солнечных, радиус — около 86,672 солнечных, светимость — около 3400 солнечных. Эффективная температура — около 5500 К.
Второй компонент — оранжевый карлик спектрального класса K. Масса — около 585,65 юпитерианских (0,5591 солнечных). Удалён в среднем на 2,791 а.е..
Третий компонент (UCAC3 233-51221) — оранжевая звезда спектрального класса K. Видимая звёздная величина звезды — +12,6m. Радиус — около 10,4 солнечных, светимость — около 38,078 солнечных. Эффективная температура — около 4446 К. Удалён на 13,7 угловых секунды.
Четвёртый компонент (WDS J06066+2620C). Видимая звёздная величина звезды — +14,2m. Удалён на 11,2 угловых секунды.